# Кеті Акер
Кеті Акер (англ. Kathy Acker, уроджена Карен Леман, англ. Karen Lehmann; 18 квітня 1947, Нью-Йорк, США — 30 листопада 1997, Тіхуана, Мексика) — американська постмодерністська і феміністська письменниця, драматургиня, панк-поетеса й есеїстка, відкрита бісексуалка.

## Життєпис
Її родина походила з багатого, асимільованого середовища німецьких євреїв, яке було культурно, але не релігійно єврейським. Вивчала філологію в Університеті Брандейса, потім закінчила Каліфорнійський університет в Сан-Дієго, де, зокрема, входила до поетичного гуртка Джерома Ротенберга. Потім жила в Сан-Дієго, опублікувала в невеликих видавництвах романи «Дитяче безневинне життя Чорної Тарантули, написане Чорною Тарантулою» (англ. «The Childlike Life of the Black Tarantula: By the Black Tarantula»; 1973), "Мені снилося, що я німфоманка: фантазуючи «(англ.» I Dreamt I Was a Nymphomaniac: Imagining «; 1974) і» Доросле життя Тулуз-Лотрека, написана Анрі Тулуз-Лотрек «(англ.» The Adult Life of Toulouse Lautrec: By Henri Toulouse Lautrec " ; 1975). Потім поїхала в Європу, в 1984 році опублікувала у Великій Британії роман «Кров і срач в середній школі» (англ. «Blood and Guts in High School»).
У 1996 році Кеті Акер був діагностований рак грудей. Акер померла 30 листопада 1997 року, у віці 50 років.